# Wety

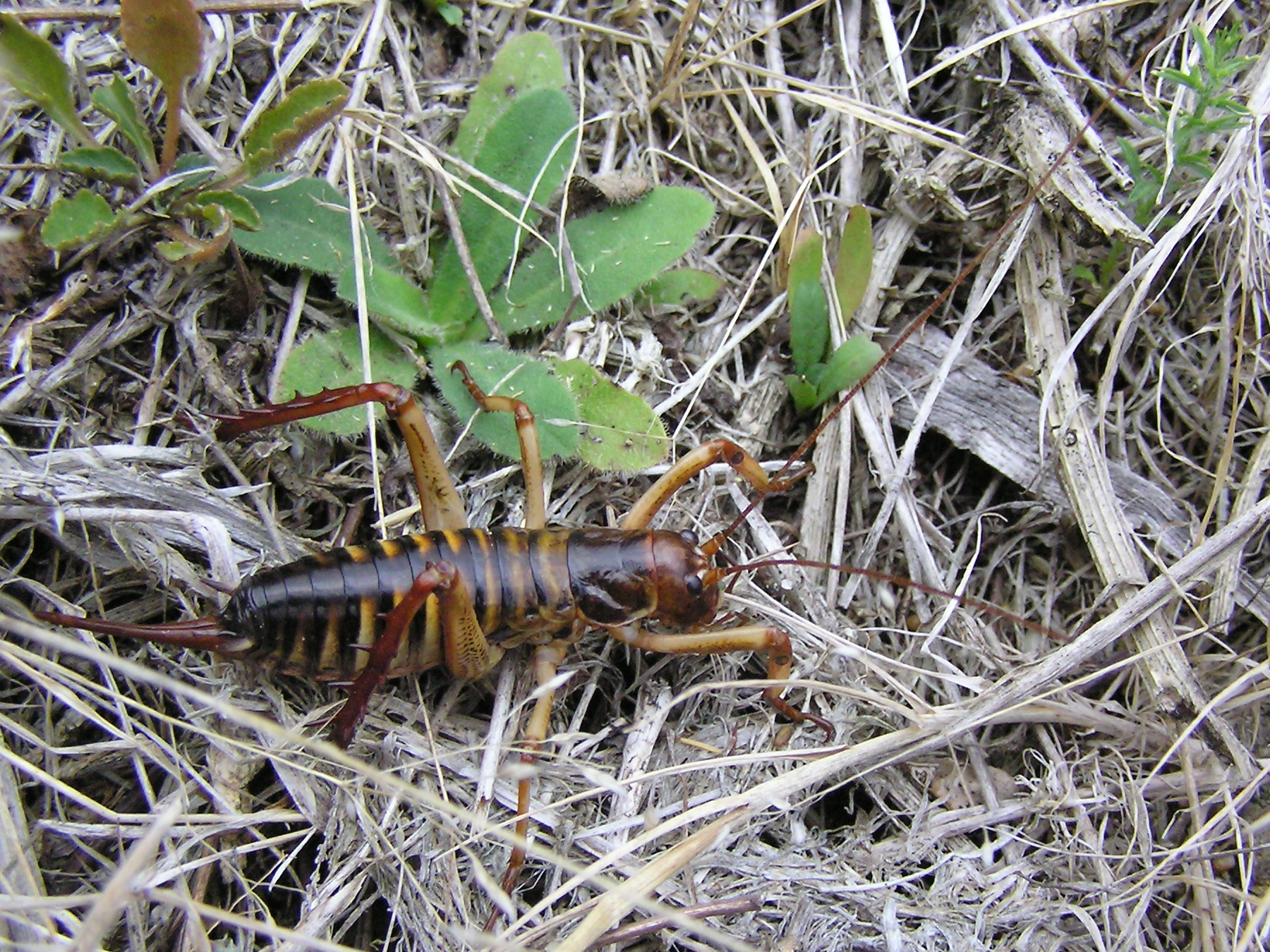
Hemideina crassidens

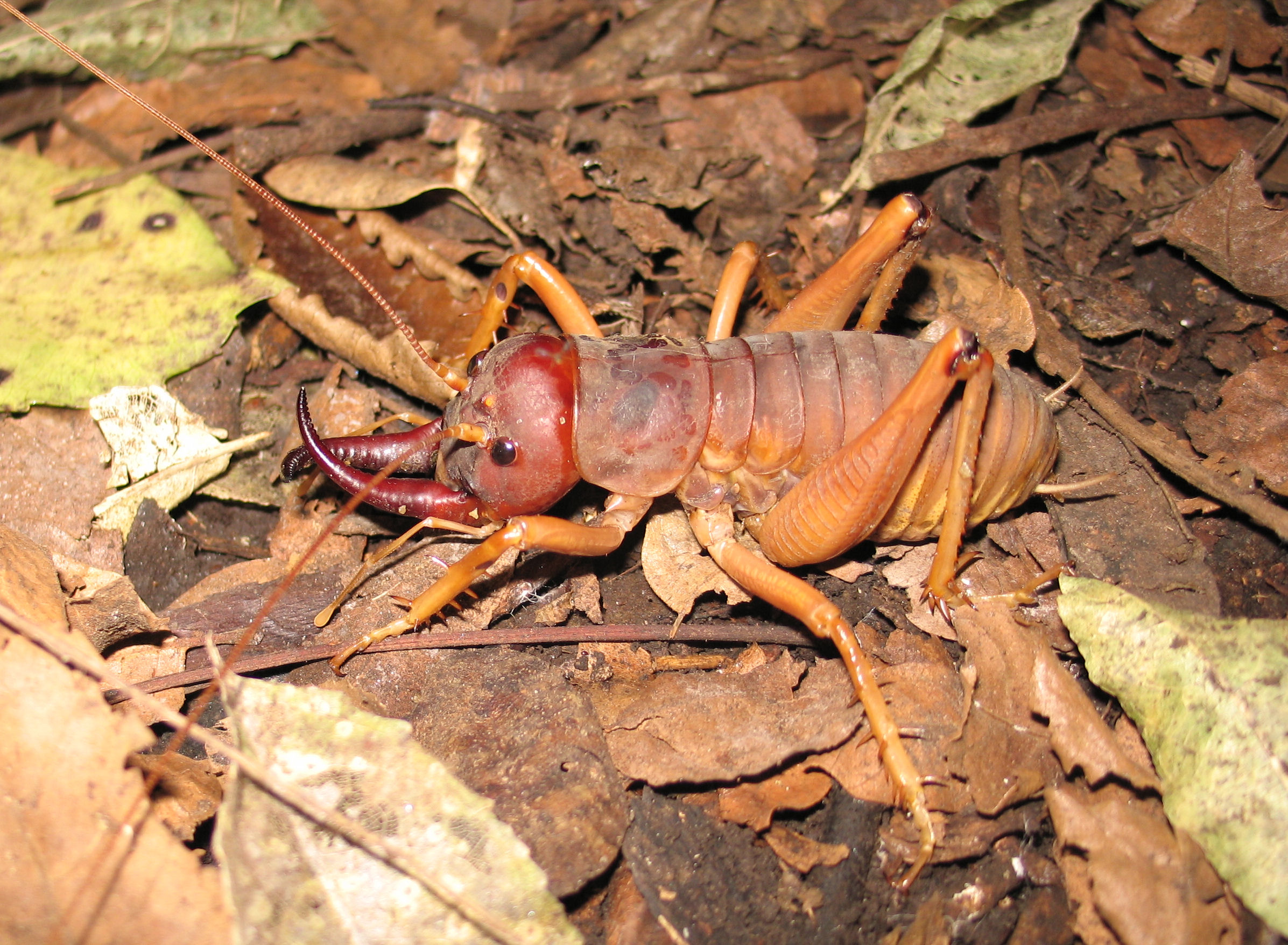
Motuweta isolata

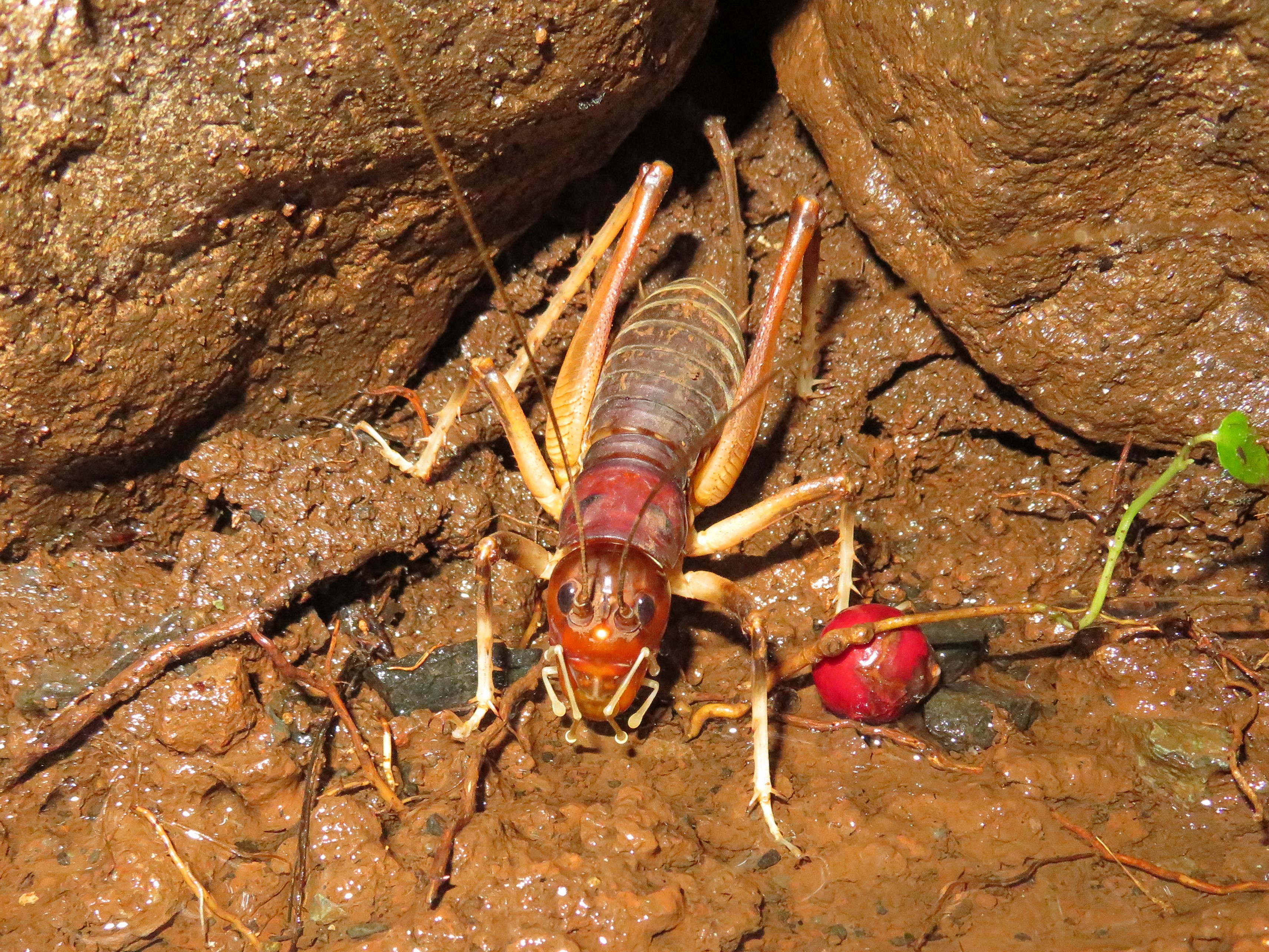
Anostostoma australasiae

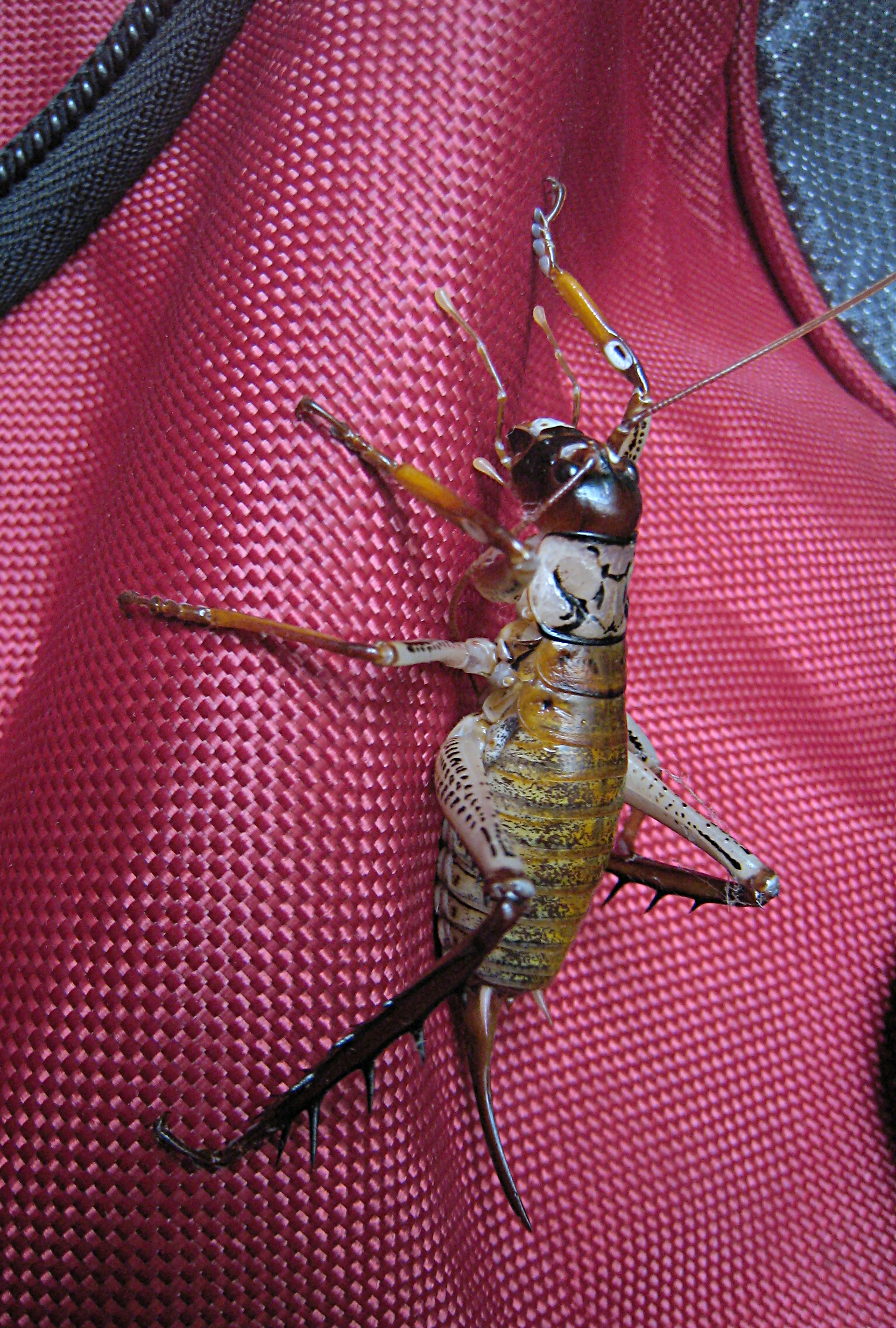
Samica Hemideina thoracica

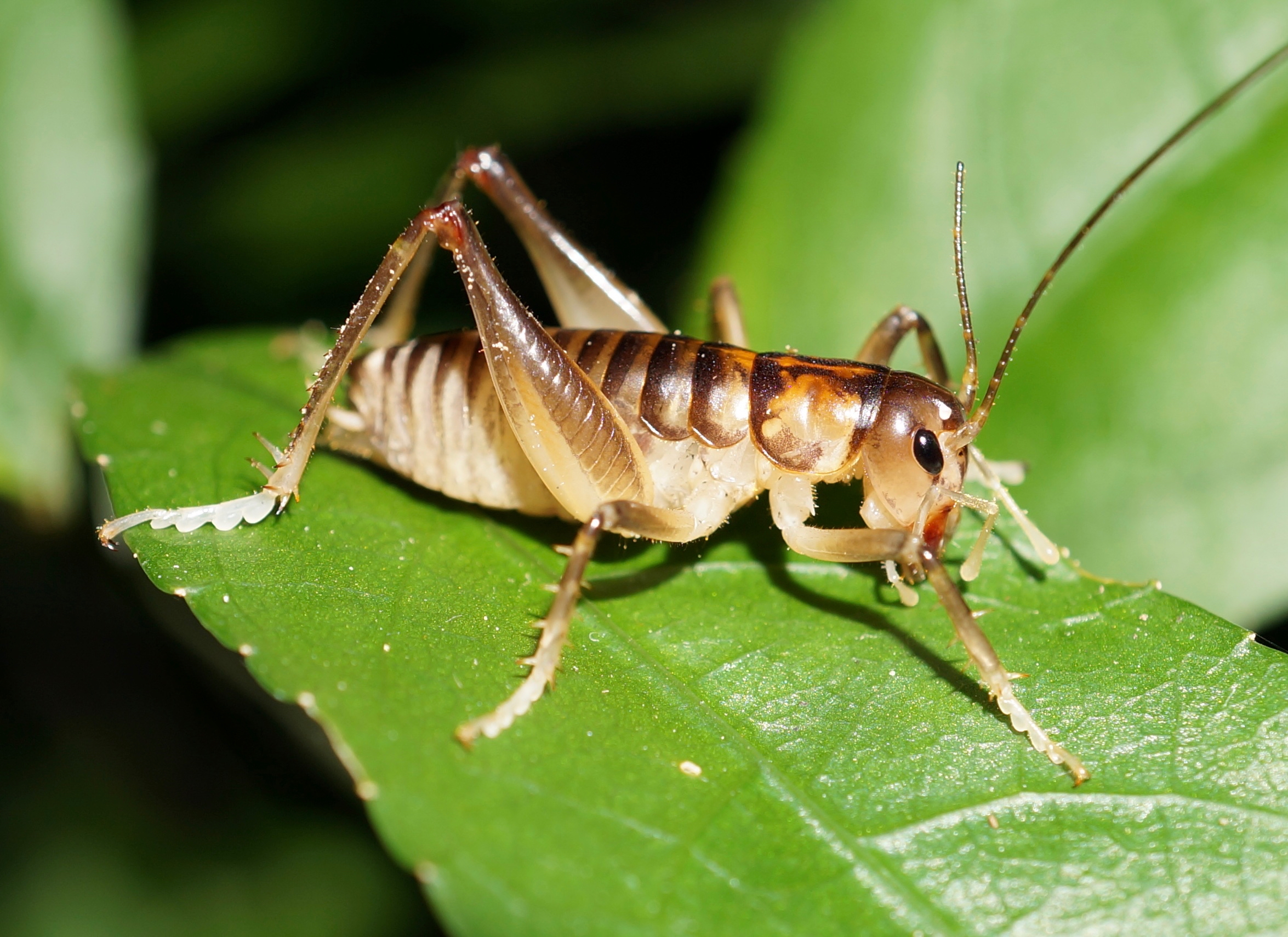
Hemiandrus pallitarsis

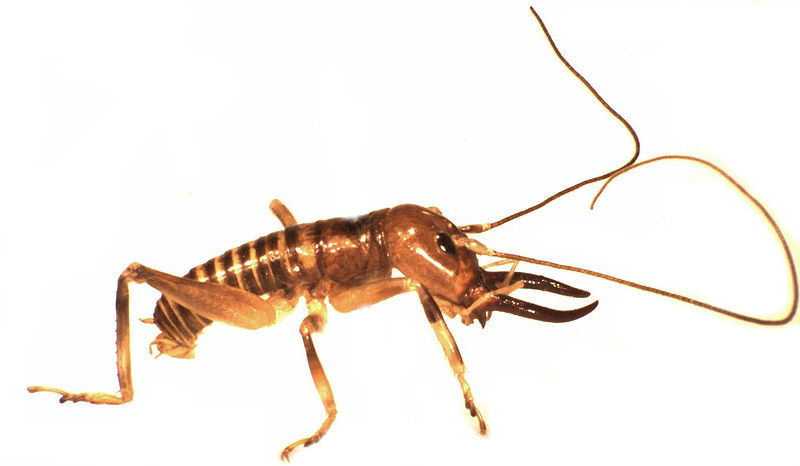
Anisoura nicobarica

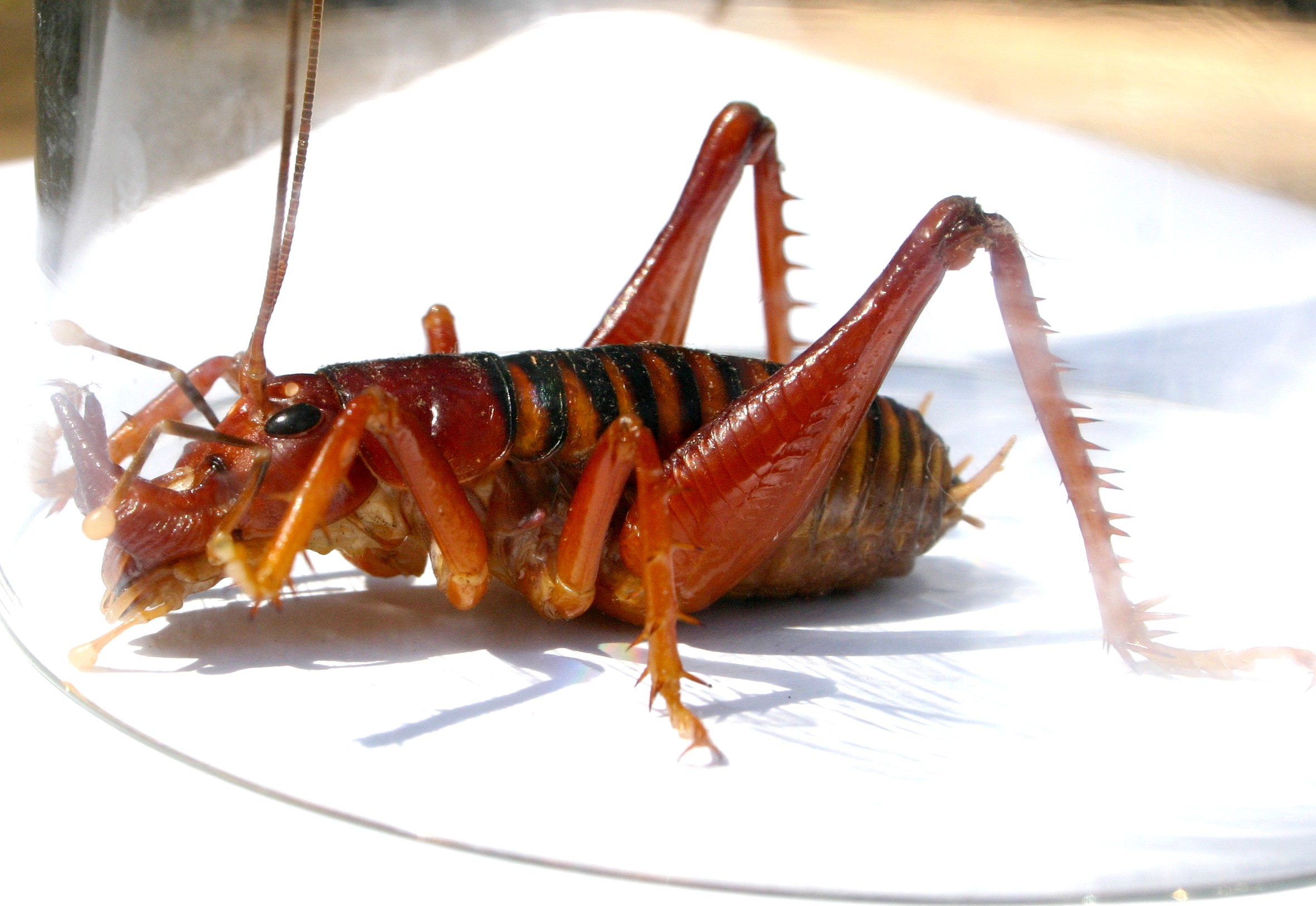
Libanasidus vittatus

Wety (Anostostomatidae) – rodzina owadów z rzędu prostoskrzydłych i podrzędu długoczułkowych. Obejmuje ponad 200 opisanych gatunków. Są to głównie duże i ciężkie owady. W zapisie kopalnym znane są od aptu w kredzie.

## Morfologia
Prostoskrzydłe te w większości przypadków osiągają duże lub bardzo duże jak na owady rozmiary. Maksymalna ich długość wynosi około 90 mm, a Deinacrida heteracantha osiąga masę 71 gramów, należąc do najcięższych owadów. Czułki, z wyjątkiem zaliczanych tu przez część autorów Cooloolinae, są znacznie dłuższe od przedplecza. Odnóża mają zawsze czteroczłonowe stopy pozbawione rozszerzonych przylg i z dwoma przylgami nierozszerzonymi na członie pierwszym. Golenie pierwszej pary mogą być zaopatrzone w narządy tympanalne lub ich pozbawione. Na zewnętrznej stronie ud ostatniej pary występować mogą dobrze rozwinięte listewki rozmieszczone w formie szewronów; mogą być one jednak zredukowane do formy szczątkowej. Aparat strydulacyjny na niższych partiach początkowych tergitów odwłoka może mieć formę drobnych listewek lub nieregularnych ząbków. U samca dziesiąty tergit odwłoka nosi parę haczykowato zakrzywionych wyrostków i może być podzielony na połówki. U samic gatunków z dobrze rozwiniętym pokładełkiem dolna część jego walwy górnej wchodzi w rowek na walwie dolnej.

## Ekologia i występowanie
Wety zamieszkują głównie krainę australijską i etiopską, mniej licznie zaś krainę neotropikalną i orientalną.
Owady te zasiedlają leśną ściółkę, puste przestrzenie w pniakach i kłodach oraz wykopane nory. Żerują m.in. na owocach i nasionach. Na Nowej Zelandii zajmują niszę ekologiczną niewystępujących tam naturalnie gryzoni. Zawleczenie tam gryzoni przez kolonistów doprowadziło do wymarcia wielu ich gatunków i dużego spadku liczebności innych.

## Taksonomia
Takson ten wprowadzony został w 1859 roku przez Henriego de Saussure w randze plemienia. Do rangi osobnej rodziny wyniósł go w 1876 roku Carl Stål. Do 2015 roku opisano 210 gatunków z tej rodziny. Ich klasyfikacja według bazy Orthoptera Species File przedstawia się następująco:
- podrodzina: Anabropsinae Rentz & Weissman, 1973
  - plemię: Anabropsini Rentz & Weissman, 1973
    - Anabropsis Rehn, 1901
    - Apteranabropsis Gorochov, 1988
    - Exogryllacris Willemse, 1963
    - Paterdecolyus Griffini, 1913
    - Pteranabropsis Gorochov, 1988

  - plemię: Brachyporini Gorochov, 2001
    - Brachyporus Brunner von Wattenwyl, 1888
    - Penalva Walker, 1870

  - plemię: incertae sedis
    - Brevipenna Shi & Bian, 2016
- podrodzina: Anostostomatinae Saussure, 1859
  - Anostostoma Gray, 1837
  - Bochus Péringuey, 1916
  - Borborothis Brunner von Wattenwyl, 1888
  - Carcinopsis Brunner von Wattenwyl, 1888
  - Gryllotaurus Karny, 1929
  - Henicus Gray, 1837
  - Libanasidus Péringuey, 1916
  - Motuweta Johns, 1997
  - Nasidius Stål, 1876
  - Onosandridus Péringuey, 1916
  - Onosandrus Stål, 1876
  - Spizaphilus Kirby, 1906
- podrodzina: Cratomelinae Brunner von Wattenwyl, 1888
  - Cratomelus Blanchard, 1851
- podrodzina: Deinacridinae Karny, 1932
  - Deinacrida White, 1842
  - Hemideina Walker, 1869
- podrodzina: †Euclydesinae Martins-Neto, 2007
  - †Euclydes Martins-Neto, 2007
- podrodzina: Leiomelinae Gorochov, 2001
  - Leiomelus Ander, 1936
- podrodzina: Lezininae Karny, 1932
  - Lezina Walker, 1869
- podrodzina: Lutosinae Gorochov, 1988
  - Apotetamenus Brunner von Wattenwyl, 1888
  - Hydrolutos Issa & Jaffe, 1999
  - Libanasa Walker, 1869
  - Licodia Walker, 1869
  - Lutosa Walker, 1869
  - Neolutosa Gorochov, 2001
  - Papuaistus Griffini, 1911
  - Rhumosa Hugel & Desutter-Grandcolas, 2018
  - Tintiyakus Cadena-Castañeda, Mendes & Heleodoro, 2020
- podrodzina: incertae sedis
  - plemię: Glaphyrosomatini Rentz & Weissman, 1973
    - Cnemotettix Caudell, 1916
    - Glaphyrosoma Brunner von Wattenwyl, 1888

  - plemię: incertae sedis
    - Aistus Brunner von Wattenwyl, 1888
    - Anisoura Ander, 1932
    - Coccinellomima Karny, 1932
    - Dolichochaeta Philippi, 1863
    - Gryllacropsis Brunner von Wattenwyl, 1888
    - Hemiandrus Ander, 1938
    - Hypocophoides Karny, 1930
    - Hypocophus Brunner von Wattenwyl, 1888
    - Leponosandrus Gorochov, 2001
    - Transaevum Johns, 1997

Rodzina w zapisie kopalnym znana jest od aptu w kredzie dzięki skamieniałości rodzaju Euclydes ramosfernandesi, znalezionej w północnej Brazylii.
Według wyników analizy filogenetycznej Song Hojuna z 2015 roku Anostostomatidae stanowią grupę siostrzaną dla kladu obejmującego Stenopelmatidae i Gryllacrididae. Z kolei rodzina Cooloolidae zagnieżdża się w obrębie Anostostomatidae i powinna być traktowana jako ich podrodzina.